# Štědrý potok
Der Štědrý potok ist ein linker Zufluss der Bělá in Tschechien.

## Verlauf
Der Štědrý potok entspringt an der Silnice I/14 in Pohodlí auf der Orlická tabule (Adlertafel). Anfänglich fließt der Bach nach Südwesten, dann in einer seichten Mulde nach Westen. Entlang des Štědrý potok erstrecken sich die Ortschaften Lupenice, Dubí, Tutleky, Hradisko und U Tutlek. Auf seinem Unterlauf fließt der Štědrý potok nördlich an Kostelec nad Orlicí vorbei und wird dann von der Bahnstrecke Častolovice–Rychnov nad Kněžnou–Solnice überbrückt. Am östlichen Stadtrand von Častolovice führt sein Lauf östlich des Wildgeheges vorbei in den Schlosspark.
Nach knapp acht Kilometern mündet der Štědrý potok südwestlich des Schlosses Častolovice unterhalb der Straßenbrücke in die Bělá. Das Einzugsgebiet des Baches beträgt 11,28 km².